# Lallemandana navigans
Lallemandana navigans är en insektsart som först beskrevs av Jacobi 1921.  Lallemandana navigans ingår i släktet Lallemandana och familjen spottstritar. Inga underarter finns listade i Catalogue of Life.